# ایمی وایت
ایمی وایت (به انگلیسی: Amy White) زادهٔ ۲۰ اکتبر ۱۹۶۸) شناگر پیشین اهل کشور ایالات متحده آمریکا است.